# Килли (Оффали)

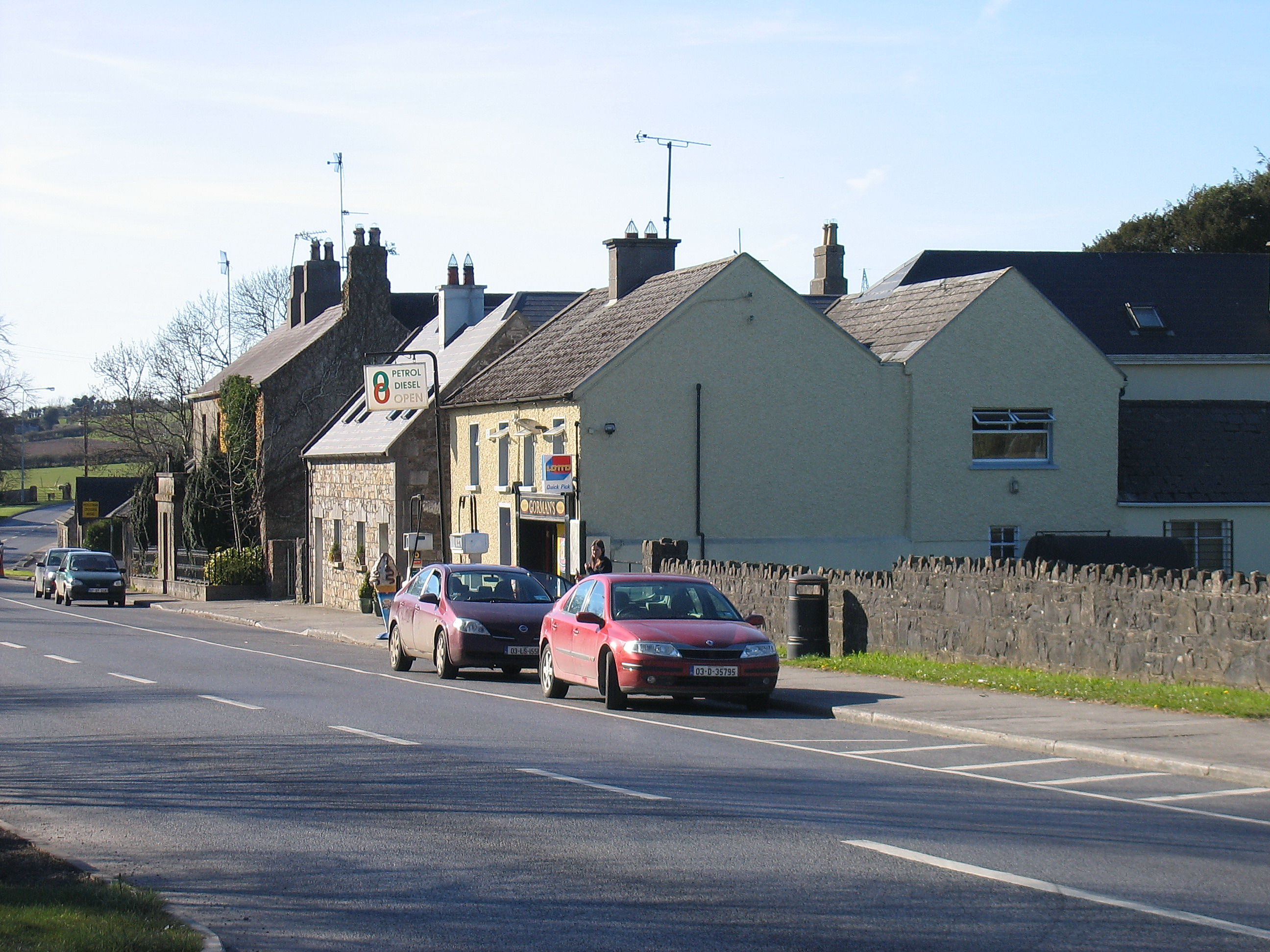

Килли (англ. Killeigh; ирл. Cill Aichidh) — деревня в Ирландии, находится в графстве Оффали (провинция Ленстер) у трассы N80.

## Демография
Население — 159 человек (по переписи 2006 года). В 2002 году население составляло 183 человек.
Данные переписи 2006 года:
| Общие демографические показатели |               |                               |                               |      |      |
| Всё население                    | Всё население | Изменения населения 2002—2006 | Изменения населения 2002—2006 | 2006 | 2006 |
| 2002                             | 2006          | чел.                          | %                             | муж. | жен. |
| 183                              | 159           | −24                           | −13,1                         | 78   | 81   |